# ジェームズ・ボンド
「ジェームズ・ボンド」（James Bond）シリーズは、作家のイアン・フレミングが1953年に生み出した架空の英国秘密情報部のスパイを主人公とする小説であり、彼は12の小説と2つの短編小説集に登場している。1964年にイアン・フレミングが亡くなって以降は、8人の作家がジェームズ・ボンドの小説やノベライズを執筆している。彼が登場する最新の小説は、2018年5月に出版されたアンソニー・ホロヴィッツの『Forever and a Day』。さらに、作家のチャーリー・ヒグソンは若き日のジェームズ・ボンドを題材にしたシリーズを書き、ケイト・ウェストブルックはシリーズの準レギュラーであるマネーペニーの日記を題材にした3つの小説を書いた。

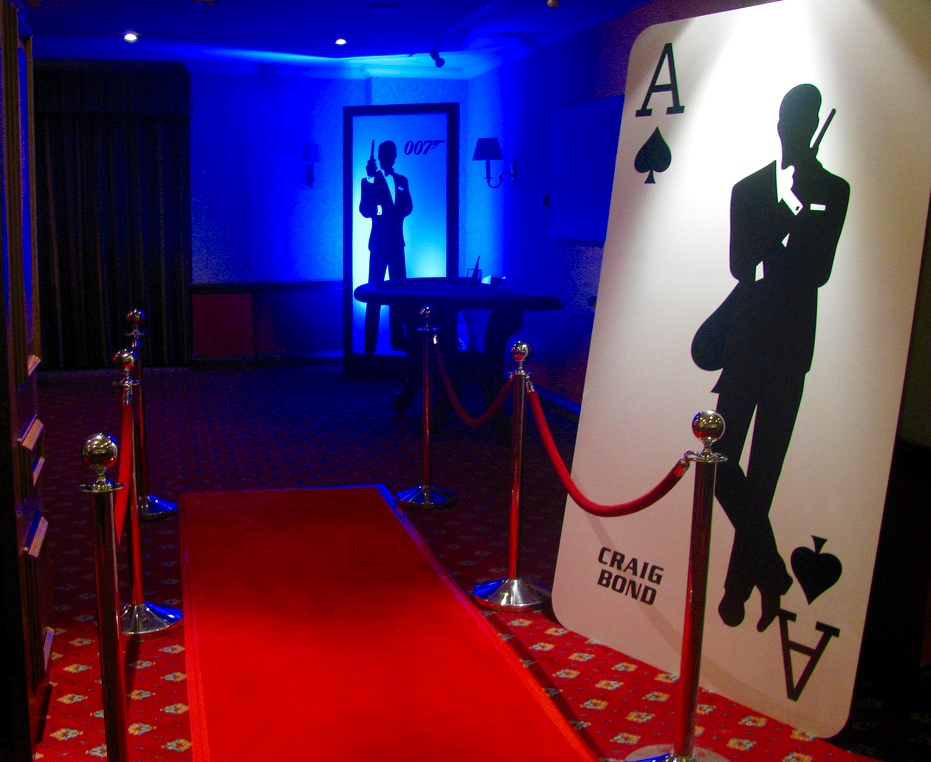
ジェームズ・ボンドを演じた歴代俳優をモチーフにした展示

ジェームズ・ボンドは「007（ダブルオーセブン）」というコードナンバーで知られ、テレビ、映画、ラジオ、コミック・ストリップ、コンピュータゲームにも登場している。1962年にスコットランドの俳優のショーン・コネリーがボンド役を演じた『007は殺しの番号』から始まった映画シリーズは、2021年現在、イーオン・プロダクションズが制作したシリーズとして全24作品が製作されている。最新のボンド映画『007/ノー・タイム・トゥ・ダイ』（2021年）では、ダニエル・クレイグがイーオン・プロでボンドを演じる6人目の俳優となっている。また、独立プロダクションのボンド映画として『007/カジノ・ロワイヤル』と『ネバーセイ・ネバーアゲイン』の2作がある。2015年、シリーズの興行収入は199億ドルと推定されており、ジェームズ・ボンドは史上最も興行収入の高いメディア・フランチャイズの一つとなっている。

## 人物

### 設定
父・アンドリューはヴィッカース・ディフェンス・システムズ社に勤めるスコットランド人、母・モニク・ドラウはスイス人。
なお父は産業スパイで、幼少期は父の転勤に伴い西ヨーロッパの各地で在住。両親は彼が11歳の時にフレンチ・アルプスを登山中に事故死してしまい、その後は叔母のチャーミアンに引き取られ育てられたという設定である。
オックスフォード大学卒業後、イギリス海軍予備員中佐となり第二次世界大戦で出征。終戦後に秘密情報部（MI6）の工作官となる。パブリックスクールではクラブを興すほど日本の柔道に打ち込んでいたこともあり、柔道を始めあらゆる格闘技に長けている。しかし、健康面では、尿酸値の過多、肝疾患、リウマチ、高血圧、頭痛などを患っており、医師から「長生きできない」と忠告されている。オックスフォード大学では、日本語をはじめとしていくつかの外国語も学んでいる。
コーヒーが好きで「あんな泥水を飲んでいるからイギリス帝国が衰退した」と言い切るほど紅茶が嫌い。コーヒー豆はブルーマウンテン、コーヒーメーカーはケメックス（ハリオ式）を使用している。映画版でも踏襲されており、ボンドが紅茶を飲むシーンはない。
酒はカクテルのウォッカ・マティーニ（本来はジンベースのカクテルであるマティーニをウォッカベースにしたもの）をステアせずにシェイクし、「舌がしびれるほど冷やして」飲むのが好きで、彼の決め台詞になっている。また、ウォッカとジンの両方とも用意して（ゴードン・ジン 3、ウォッカ 1、キナ・リレ 1/2）、よくシェイクしてシャンパン・グラスに注ぎ、レモンの皮を入れるというオーダーをしたものは、ヴェスパーという名で現実世界でも親しまれている。
「ウィンザーノットにしている奴は信用できない」と考えており、ウィンザーノットでタイを結ぶことはない。紐靴には拘りはなく、スリッポンを履くことも多い。
これらの服装や食の好みは、作家のイアン・フレミングの好みが色濃く反映されている。フレミングは「ウィンザーノットなんて手間のかかる結びをしている奴は顕示欲が強くて、付き合いたくない」とまで述べている。愛用している拳銃は、第1作『007 ドクター・ノオ』の劇中でベレッタM418（en:Beretta 418）を使っていたのを、武器担当者のアドバイスでワルサーPPKへ切り替え、（後にワルサーP99へ変更）以来は同じ拳銃である。

### 設定変更
誕生日は映画によってそれぞれ異なり、ダニエル・クレイグがボンド役を演じた2006年に公開された映画『007/カジノ・ロワイヤル』以降の作品では設定が一新され、「1968年4月13日のベルリン生まれ」という設定になっている。
両親が登山事故で亡くなったところまでは原作と同様だが、その後にスコットランド郊外にあるスカイフォールを実家としてキンケイドに育てられた後に、ハンス・オーベルハウザーという人物に引き取られて義兄のフランツ・オーベルハウザーと共に育ったという出生に変更されている。また、義父のハンスと義兄のフランツは、皮肉にも登山中の雪崩事故に巻き込まれて死亡し、またも天涯孤独となってしまう。ドイツ系の義父に育てられた経緯からかドイツ語、2008年に公開された映画『007/慰めの報酬』にて、ボリビアのホテルの受付とのスペイン語で会話するシーンが、また2015年に公開された映画『007 スペクター』にて、メキシコでテロリスト同士がイタリア語で会話するシーンを盗聴するシーンがあることから、これまで通りに多言語に長けている。
2012年に公開された映画『007 スカイフォール』ではアルコール依存症で引退を勧められ、復帰テストにも慈悲で合格させてもらう、といった原作の人物像を多少反映したジェームズ・ボンドということになっている。

## 「007」の呼び名
ジェームズ・ボンドには、任務遂行中は自分の一存で容疑者を殺めても不問にされる殺人許可証（いわゆる「殺しのライセンス」）が与えられており、「007」（00セクションに所属する7番の番号を振られたエージェント）のコードネームを持つ。
英語圏では、普通これを「ダブル・オー・セブン（Double O Seven）」と読む。なお、映画『007は二度死ぬ』の劇中では、タイガー田中が「007」を"zero zero..."と発音しているシーンもある。
英語圏以外では読み方は様々で、ドイツでは"null null sieben"、フランスでは"zéro zéro sept"、日本では「ゼロ・ゼロ・セブン」などと読まれることも多い。コカ・コーラ ゼロが『慰めの報酬』公開時にタイアップした時には、「zero zero 7」のデザインで日本を含む世界35か国以上の国々で発売された。

## イアン・フレミングの小説
フレミングは銀行員、ジャーナリストなどを経て、第二次世界大戦中は海軍情報部とMI6で特別工作に携わっており、この経験を活かして007を書いたと言われる。
「ジェームズ・ボンド」という、英語圏ではやや凡庸な印象の強い名前は、戦前の活劇映画的な、華やかな印象の名を、フレミングが意識的に避けたものである。フレミングが愛読する鳥類研究書の著者の名から取られた。
フレミングの小説「007シリーズ」は1953年の第1作『カジノ・ロワイヤル』に始まって、フレミングが没する1964年まで書き継がれる。
当初はそれなりの評価を得ながらも、あまり売れなかった。そのため、フレミングは何度もシリーズを終了しようと考えるが、そのたびに映像化の話が出てきて、シリーズは継続されることになった。本格的に売れ始めるのは1950年代後半で、そのきっかけは、フレミングと縁があったケネディ米大統領が『ロシアから愛をこめて』を愛読書のリストの中に入れたことだった。
その作風は、従来のイギリスにおける主流であった重厚なリアリズム派スパイ小説とは対極にあり、華やかで享楽的な設定の中で、アメリカのハードボイルド小説の影響を受けたシビアな暴力やアクションを描くものであった（『カジノ・ロワイヤル』はその好例である）。
しかし、やがて西部劇やスペースオペラさながらの「悪役から美女を救い出す」凡庸なパターンにはまってしまった結果、1950年代末期以降の作品はマンネリ化し、誇大妄想的な設定が多くなった（1959年の『ゴールドフィンガー』など）。

## 影響
映画・コミックへの影響も非常に多大である。敵の手に落ちて拷問を受ける場面もこの種のヒーローとしては非常に多く、作家の小泉喜美子は『メインディッシュはミステリー』で「優雅なサディズム」と評している。
超人的なプレイボーイのスパイをヒーローとし、グラマラスな美女を配した「洗練されたマッチョイズム」の物語は大衆の嗜好に合致し、また冷戦状況下では、東側諸国を絶対悪に擬す安易な設定が濫用しやすかったことから、1950年代後半以降、膨大な量の007亜流の小説が世界各国に氾濫した。星新一は「悲しくなるほど安易な物まねで、関係者の頭脳ゼロを見せつけられる思いである」とエッセイ『きまぐれ博物誌』169ページで述べ、唐沢俊一は五島勉の『危機の数は13』について触れた部分で以下のように表現した。
石ノ森章太郎（当時のペンネームは石森章太郎）の『サイボーグ009』は「ゼロゼロセブン」呼称がタイトルの元なっており、名探偵コナンやゴルゴ13、石ノ森の仮面ライダーにも影響を与え、少年時代の押井守も007ファンであり、ウルトラシリーズ第一作ウルトラQの音楽にも影響を与えている。

## フレミング以外の作者
フレミングの死後、イギリスの作家キングスレー・エイミスが未亡人の許可を得てロバート・マーカムの名で『007/孫大佐』を書いた。シリーズ化される予定だったが、評判は芳しくなく、シリーズ化には至らなかった。
1977年には、映画『私を愛したスパイ』のノベライゼーションが出版された（タイトルはJames Bond, The Spy Who Loved Me）。執筆したのは、脚本を担当した小説家クリストファー・ウッド。ウッドは、1979年に公開された『ムーンレイカー』の脚本も担当。同様にノベライゼーションを手がけた（タイトルはJames Bond and Moonraker）。映画シリーズで、脚本家がノベライゼーションを担当したのはこの2作だけである。
1981年に発表された『メルトダウン作戦（Licence Renewed）』から、ジョン・ガードナーがフレミングを引き継ぐ形で「007シリーズ」を再開させた。ガードナーによる新「007シリーズ」は、作品が発表されるたびに評価が低下していった。独自に展開しているうちに、映画シリーズとは全くかけ離れたものになってしまったのが原因と思われる。その後、1996年からレイモンド・ベンソンがシリーズ3代目の作家として作品を発表したが、6作目（『007/赤い刺青の男（The Man with the Red Tattoo）』で007作家を降りることになった。2008年にはフレミング生誕100年を記念してセバスチャン・フォークスにより『猿の手を持つ悪魔（Devil May Care）』が発表されたが、あくまでこれは記念作であるためシリーズ化される予定はない。
なお、2002年にベンソンが『007/赤い刺青の男』を発表したとき、日本を舞台とした内容であったことから、日本の一部マスコミが映画の次回作は日本が舞台かと騒いだが、この両者のオリジナル作品が映画化されたことはなく、逆に映画の脚本を基にしたノベライゼーション版をオリジナルに併行して発表しているにすぎない。しかし、作品の舞台となった地方（北海道登別市と香川県直島町）では現在も本作の映画化の実現とロケ誘致を目指した活動を続けている（詳細は該当項目を参照）。

## 小説一覧

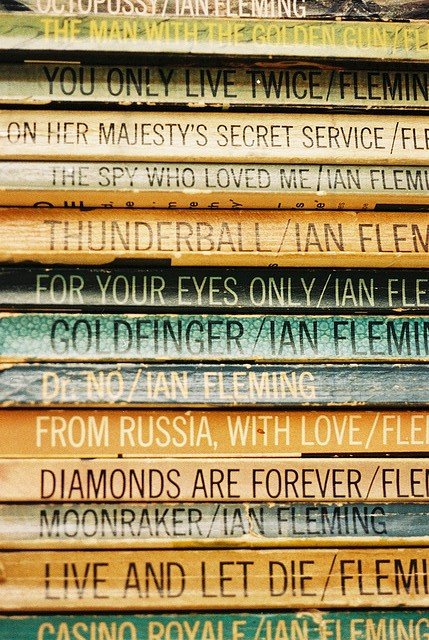
フレミングの書籍

（括弧内は発表年）

### イアン・フレミング作品
日本語訳は全て井上一夫により翻訳された。

#### 長編
1. カジノ・ロワイヤル Casino Royale（1953年） -  創元推理文庫（東京創元社 以下略） 1963、白石朗の新訳『007 カジノ・ロワイヤル』創元推理文庫 2019
2. 死ぬのは奴らだ Live and Let Die（1954年） - 早川書房：ＨＰＢ（世界ミステリシリーズ）366 1957、新版（以下略）ハヤカワ・ミステリ文庫、改版1998
3. ムーンレイカー Moonraker（1955年） - 創元推理文庫 1964、改版1998
4. ダイヤモンドは永遠に Diamonds Are Forever（1956年） - 創元推理文庫 1960、改版2008
5. ロシアから愛をこめて From Russia, With Love（1957年） 映画版の邦題は「ロシアより」で、小説表記は「ロシアから」。 - 創元推理文庫 1964、改版2008
6. ドクター・ノオ Doctor No（1958年）-　早川書房：ＨＰＢ511 1959、ハヤカワ・ミステリ文庫、改版1998
7. ゴールドフィンガー Goldfinger（1959年） - 早川書房：ＨＰＢ601 1960、ハヤカワ・ミステリ文庫、改版1998
8. サンダーボール作戦 Thunderball（1961年） - 早川書房：ＨＰＢ736 1962、早川書房：世界ミステリ全集〈13〉1972、ハヤカワ・ミステリ文庫、改版1998
9. わたしを愛したスパイ The Spy Who Loved Me（1962年） 映画版の邦題は「私」であるが、小説表記は「わたし」。 - 早川書房：ＨＰＢ800 1963、ハヤカワ・ミステリ文庫、改版1998
10. 女王陛下の007 On Her Majesty's Secret Service（1963年） -  『女王陛下の007号』早川書房：ＨＰＢ806 1963、『女王陛下の007』ハヤカワ・ミステリ文庫、改版1999
11. 007は二度死ぬ You Only Live Twice（1964年） - 『007号は二度死ぬ』早川書房：ＨＰＢ855 1964、『007は二度死ぬ』ハヤカワ・ミステリ文庫、改版2000
12. 黄金の銃をもつ男 The Man With the Golden Gun（1965年） 映画版の邦題は「黄金銃」であるが、小説表記は「黄金の銃」。 - 早川書房：ＨＰＢ888 1965、ハヤカワ・ミステリ文庫、改版2000

#### 短編集
- 007の冒険 For Your Eyes Only（1960年）
旧版は『007号の冒険』創元推理文庫 1964 、改題『バラと拳銃』、新版は『薔薇と拳銃』創元推理文庫 2007
  - バラと拳銃 From a View To A Kill
  - 読後焼却すべし For Your Eyes Only
  - 危険 Risico - 映画『007 ユア・アイズ・オンリー』に内容の一部が使用。
  - 珍魚ヒルデブラント The Hildebrand Rarity - 映画『007 消されたライセンス』に一部が使用。
  - ナッソーの夜 Quantum of Solace - 映画『007 慰めの報酬』に一部が使用。
- オクトパシー Octopussy and the Living Daylights（1966年）
旧版は『007/ベルリン脱出』 早川書房：HPB956 1966、改題『オクトパシー』ハヤカワ・ミステリ文庫 新版1983
  - オクトパシー Octopussy
  - ベルリン脱出 The Living Daylights
  - 所有者はある女性 The Property of a Lady - 映画『007 オクトパシー』に内容の一部が使用。
  - 007ニューヨークを行く 007 in New York - 本邦単行本・文庫ともに未収録。和訳はHMM'08.10。

### その他の作者による007小説

#### ロバート・マーカム（キングスレー・エイミス）作品
- 007号/ジェイムズ・ボンド白書 The Book of Bond or, Every Man His Own 007（1965年） - ビル・タナー（シリーズに登場するMI6の幕僚主任）名義（ただし、日本語訳ではキングズリイ・エイミス名義）。ノンフィクション
- The James Bond Dossier（1965年） - キングスレー・エイミス名義。ノンフィクション
- 007号/孫大佐 Colonel Sun（1968年） - ロバート・マーカム名義

#### ジョン・ガードナー作品
1. メルトダウン作戦 License Renewed（1981年）
2. スペクターの逆襲 For Special Services（1982年）
3. アイスブレーカー Icebreaker（1983年）
4. 独立戦争ゲーム Role of Honour（1984年）
5. 不死身な奴はいない Nobody Lives Forever（1986年）
6. 覚悟はいいかね、ボンド君 No Deals, Mr. Bond（1987年）
7. スコーピアスの謎 Scorpius（1987年）
8. ミソサザイ作戦 準備完了 Win, Lose or Die（1989年）
9. 紳士らしく死ね Brokenclaw（1990年）
10. The Man From Barbarossa（1991年）
11. Death is Forever（1992年）
12. Never Send Flowers（1993年）
13. SeaFire（1994年）
14. COLD（1996年）アメリカ版は“Cold Fall”

#### レイモンド・ベンソン作品
1. 007/ゼロ・マイナス・テン Zero Minus Ten（1997年）
2. 007/ファクト・オブ・デス The Facts of Death（1998年）
3. 007/ハイタイム・トゥ・キル High Time to Kill（1999年）
4. Doubleshot（2000年）
5. Never Dream of Dying（2001年）
6. 007/赤い刺青の男 The Man with the Red Tattoo（2002年）

- 短編（未収録）
  - Blast from the Past（1996年）
  - Midsummer Night's Doom（1999年）
  - 007/ライヴ・アット・ファイヴ Live at Five（1999年）

#### セバスティアン・フォークス作品
- 007/猿の手を持つ悪魔  Devil May Care（2008年）

#### ジェフリー・ディーヴァー作品
- 007/白紙委任状  Carte Blanche（2011年）

#### ウィリアム・ボイド作品
- "Solo" （2013年）

#### アンソニー・ホロヴィツ 作品
- 007/逆襲のトリガー  Trigger Mortis（2015年） - 「モリアーティ」でホームズ派生作品を書いたホロヴィツによる007新作[注釈 5]。イアン・フレミング財団が公認[4]。
- Forever and a Day（英語版）（2018年）
- Untitled Bond novel（2022年）

#### ジョン・ピアースン作品
- ジェイムズ・ボンド伝 James Bond: The Authorized Biography of 007（1973年）
ボンド本人へのインタビューという形で、その生い立ちから『黄金の銃を持つ男』の後に至るまで、公私にわたるボンドの半生を描いた大作。ボンドの活躍は全て実話で、イギリス情報部の委嘱を受けたフレミングが「ボンドをフィクションの人物と見せかけてソ連側の魔手から遠ざけるため」実話を小説化したという設定を取っている。本書内の設定によれば、小説シリーズ3作目『ムーンレイカー』だけが「ボンドを架空の人物らしく印象づけるためのフィクション」であるという。なお、本書のインタビューで、ボンドは自分を演じたショーン・コネリーについて「何だあの男は」などと批判的な発言をしている。

#### ノベライゼーション作品
- 新・私を愛したスパイ James Bond, the Spy Who Loved Me（1977年） クリストファー・ウッド（英語版）著
- 007とムーンレイカー James Bond and Moonraker（1979年） クリストファー・ウッド著
- 消されたライセンス Licence to Kill（1989年） ジョン・ガードナー著
- ゴールデンアイ Goldeneye（1995年） ジョン・ガードナー著
- トゥモロー・ネバー・ダイ Tomorrow Never Dies（1997年） レイモンド・ベンソン著
- ワールド・イズ・ノット・イナフ The World is Not Enough（1999年） レイモンド・ベンソン著
- 007/ダイ・アナザー・デイ Die Another Day（2002年） レイモンド・ベンソン著

#### 派生作品

##### James Bond Jr.シリーズ
- A View to a Thrill（1992年） John Vincent 著 （Puffin Books） - James Bond Jr.や次世代の二代目Qを主人公にしたシリーズ第1作。原題は「美しき獲物たち」A View to a Killのもじり。
- The Eiffel Target（1992年） - アニメ作品「James Bond Jr.」 "The Eiffel Missile"のノヴェライズ。
- 踊るのは我らだ Live and Let's Dance（1992年） - 原題は「死ぬのは奴らだ」Live and Let Dieのもじり。邦題はHMMのもの。
- Sword of Death（1992年） - 映画ラストでの原子炉爆発から生還したDr. Noが、James Bond Jr.と対決する。Dr. Noは本作以降も、TVアニメと小説版で、シリーズを通じての悪の親玉を務める。
- High Stakes（1992年）
- Tunnel of Doom（1993年） Caryn Jenner 著（Buzz Books） - 以降の作品ではBaron Skarinや殺し屋Jawsが悪役で、Dr. Noは黒幕の扱いで表面に出てこない。
- Barbella’s Revenge（1993年）
- Freeze Frame（1993年） - アニメ作品「James Bond Jr.」 "Weather or Not"のノヴェライズ。

#### パロディ
- 007は三度死ぬ Sreshchu 007（アンドレイ・グリャシキ著）
共産圏のブルガリアの作家グリャシキによって、冷戦中の1958年に「東側版ジェームズ・ボンド」としてスタートした諜報員アヴァクーム・ザーホフのシリーズは、ブルガリアで非常な人気を得た。そのザーホフを何と本家007と世界を股にかけて対決させた本作は、ザーホフ・シリーズ唯一の日本語訳された作品である。ボンドの名が使えないため、作中では全て「007」表記で、原書ではトラブルをおもんばかって「07」と表記を変えていた。東側作品であるため、当然ながらソ連が主人公の味方、007は敵役で冷酷非情なプロの工作員として描写される。対してザーホフは寡黙で有能、身辺清潔な学者肌スパイとして描かれるが、KGBをはじめとする実際の東側上級工作員にも学者・研究者としての経歴を持つ者が多かった史実と符合する。
- 定吉七番 （東郷隆）
東郷隆による日本版007パロディー。大阪商工会議所に所属する『殺人許可証を持つ丁稚』を主人公に描かれる奇想天外なスパイアクションコメディー小説。脇役、敵役キャラクターや細かい場面など、かなり密着したパロディーとなっている。
- 『女王陛下の所有物 On Her Majesty's Secret Property』  『From the Nothing, with Love』（伊藤計劃）
伊藤計劃のパロディ漫画および短編小説。映画版007のボンド役者の交代を「前任者の殉職と共にその記憶をオーバーテクノロジーで上書きされた別人」という独自解釈で描いている。作中では過去の映画シリーズは全て実際に007が遂行した任務として扱われ、不可能と思われたサンダーボール作戦の成功により、MI6は二度と手に入らない逸材であろうジェームズ・ボンドの才能を永久に保存する事を決定したとされている。全ての007に対面した事があるのはエリザベス2世とQのみであり、Qが交通事故で死去した（演じたデスモンド・リュウェリンの死を受けての事と思われる）後、ただ一人残されたMが苦悩する姿と、007候補（全員執筆当時ボンド役候補だった若手俳優の名が用いられている）が次々と殺されていくのを受けてジェームズ・ボンドが調査に赴く物語となっている。作中年代はロンドン同時爆破事件とほぼ同時期とされており、本作はボンドがピアース・ブロスナンからダニエル・クレイグへの交代を描いたものでもある。
- 『怪盗ジバコ』（北杜夫）
連作短編の中の「007号出現す」で、怪盗ジバコと対決する。
- 『エイトマン』
アニメ版「スパイ指令100号」にて登場。007ジェームズ・ボンドとはっきり名乗り、機械国家メカニアに潜入したエイトマンと共闘する。
- 『0093 女王陛下の草刈正雄』

## 映画
1954年に『カジノ・ロワイヤル』が短編テレビドラマ化された（主演：バリー・ネルソン）が、1950年代を通じてそれ以外の映像化の例は確認されていない。このドラマで敵役ル・シッフルを演じたのは、『M』、『暗殺者の家』、『マルタの鷹』などの映画で知られる名優ピーター・ローレだった。その後、2人のプロデューサーがジェームス・ボンドに関心を抱いたことで本格的な映画化が始まった。
なお、各作品作成時の国際情勢・各国国内情勢が各作品に多かれ少なかれ影響されてはいるが、各作品は娯楽作品に徹し、敵役は実在の国家政府・犯罪組織・企業などとはかけ離れた存在の設定が多い。
また、冷戦時代の作品でも、ソ連政府それ自体を主敵とした作品は少ない。例として、1983年の作品ではソ連政府の急進派政治家を敵の一つとする、あるいは1960年代の『ロシアより愛をこめて』ではソ連も敵だが二次的な敵であり、いずれも「主敵」ではない。ただし、1995年の作品では、冒頭での任務はソ連の神経ガス工場の破壊任務であったが、これはむしろ冷戦終結後の時代との対比のための設定と見るべきである。逆に1970年代の作品ではKGB幹部と共闘したり、ソ連スパイと協力して敵を倒した作品も存在する。冷戦時代、各作品でのソ連などの共産圏の扱いは、「雪解けのバロメーター」とさえされた。
日本では邦題から「007シリーズ」として知られる。

### 作品
イーオン・プロダクションズ作品
| 作     | タイトル                                                        | 公開日                                       | 主演                   | 監督                         | 脚本 |
| ------ | --------------------------------------------------------------- | -------------------------------------------- | ---------------------- | ---------------------------- | --- |
| 第1作  | 007は殺しの番号 （007/ドクター・ノオ） Dr. No                   | 1962年10月5日 1963年5月8日 1963年6月1日      | ショーン・コネリー     | テレンス・ヤング             | リチャード・メイボーム ジョアンナ・ハーウッド バークレー・マーサー                                                         |
| 第2作  | 007/危機一発 （007/ロシアより愛をこめて） From Russia with Love | 1963年10月10日 1964年4月8日 1964年4月25日    | ショーン・コネリー     | テレンス・ヤング             | リチャード・メイボーム ジョアンナ・ハーウッド                                                                              |
| 第3作  | 007/ゴールドフィンガー Goldfinger                               | 1964年9月17日 1964年12月22日 1965年4月1日    | ショーン・コネリー     | ガイ・ハミルトン             | リチャード・メイボーム ポール・デーン                                                                                      |
| 第4作  | 007/サンダーボール作戦 Thunderball                              | 1965年12月11日 1965年12月21日 1965年12月29日 | ショーン・コネリー     | テレンス・ヤング             | リチャード・メイボーム ジョン・ホプキンス                                                                                  |
| 第5作  | 007は二度死ぬ You Only Live Twice                               | 1967年6月13日 1967年6月17日                  | ショーン・コネリー     | ルイス・ギルバート           | ロアルド・ダール |
| 第6作  | 女王陛下の007 On Her Majesty's Secret Service                   | 1969年12月19日 1969年12月27日                | ジョージ・レーゼンビー | ピーター・ハント             | リチャード・メイボーム |
| 第7作  | 007/ダイヤモンドは永遠に Diamonds Are Forever                   | 1971年12月17日 1971年12月25日 1971年12月30日 | ショーン・コネリー     | ガイ・ハミルトン             | リチャード・メイボーム トム・マンキーウィッツ                                                                              |
| 第8作  | 007/死ぬのは奴らだ Live and Let Die                             | 1973年6月27日 1973年7月5日 1973年7月28日     | ロジャー・ムーア       | ガイ・ハミルトン             | トム・マンキーウィッツ |
| 第9作  | 007/黄金銃を持つ男 The Man with the Golden Gun                  | 1974年12月19日 1974年12月21日                | ロジャー・ムーア       | ガイ・ハミルトン             | リチャード・メイボーム トム・マンキーウィッツ                                                                              |
| 第10作 | 007/私を愛したスパイ The Spy Who Loved Me                       | 1977年7月7日 1977年7月13日 1977年12月24日    | ロジャー・ムーア       | ルイス・ギルバート           | リチャード・メイボーム クリストファー・ウッド                                                                              |
| 第11作 | 007/ムーンレイカー Moonraker                                    | 1979年6月26日 1979年6月29日 1979年12月8日    | ロジャー・ムーア       | ルイス・ギルバート           | クリストファー・ウッド |
| 第12作 | 007/ユア・アイズ・オンリー For Your Eyes Only                   | 1981年6月24日 1981年6月26日 1981年7月11日    | ロジャー・ムーア       | ジョン・グレン               | リチャード・メイボーム マイケル・G・ウィルソン                                                                             |
| 第13作 | 007/オクトパシー Octopussy                                      | 1983年6月6日 1983年6月13日 1983年7月2日      | ロジャー・ムーア       | ジョン・グレン               | ジョージ・マクドナルド・フレザー リチャード・メイボーム マイケル・G・ウィルソン                                            |
| 第14作 | 007/美しき獲物たち A View To A Kill                             | 1985年5月27日 1985年6月13日 1985年7月6日     | ロジャー・ムーア       | ジョン・グレン               | リチャード・メイボーム マイケル・G・ウィルソン                                                                             |
| 第15作 | 007/リビング・デイライツ The Living Daylights                   | 1987年6月27日 1987年7月31日 1987年12月19日   | ティモシー・ダルトン   | ジョン・グレン               | リチャード・メイボーム マイケル・G・ウィルソン                                                                             |
| 第16作 | 007/消されたライセンス Licence To Kill                          | 1989年6月13日 1989年9月9日                   | ティモシー・ダルトン   | ジョン・グレン               | リチャード・メイボーム マイケル・G・ウィルソン                                                                             |
| 第17作 | ゴールデンアイ GoldenEye                                        | 1995年11月17日 1995年11月24日 1995年12月16日 | ピアース・ブロスナン   | マーティン・キャンベル       | ブルース・フィアスティン ジェフリー・ケイン                                                                                |
| 第18作 | トゥモロー・ネバー・ダイ Tomorrow Never Dies                    | 1997年12月12日 1997年12月16日 1998年3月14日  | ピアース・ブロスナン   | ロジャー・スポティスウッド   | ブルース・フィアスティン                                                                                                   |
| 第19作 | ワールド・イズ・ノット・イナフ The World Is Not Enough          | 1999年11月19日 1999年11月21日 2000年2月5日   | ピアース・ブロスナン   | マイケル・アプテッド         | ニール・パーヴィス ロバート・ウェイド ブルース・フィアスティン                                                             |
| 第20作 | 007/ダイ・アナザー・デイ Die Another Day                        | 2002年11月20日 2002年11月22日 2003年3月8日   | ピアース・ブロスナン   | リー・タマホリ               | ニール・パーヴィス ロバート・ウェイド                                                                                      |
| 第21作 | 007/カジノ・ロワイヤル Casino Royale                            | 2006年11月16日 2006年11月17日 2006年12月1日  | ダニエル・クレイグ     | マーティン・キャンベル       | ニール・パーヴィス ロバート・ウェイド ポール・ハギス                                                                       |
| 第22作 | 007/慰めの報酬 Quantum of Solace                                | 2008年10月31日 2008年11月7日 2009年1月24日   | ダニエル・クレイグ     | マーク・フォースター         | ジョシュア・ゼトゥマー ニール・パーヴィス ロバート・ウェイド ポール・ハギス                                                |
| 第23作 | 007 スカイフォール Skyfall                                      | 2012年10月23日 2012年11月7日 2012年12月1日   | ダニエル・クレイグ     | サム・メンデス               | ニール・パーヴィス ロバート・ウェイド ジョン・ローガン                                                                     |
| 第24作 | 007 スペクター Spectre                                          | 2015年10月26日 2015年11月6日 2015年12月4日   | ダニエル・クレイグ     | サム・メンデス               | ジョン・ローガン ニール・パーヴィス ロバート・ウェイド ジェズ・パターヴァス                                                |
| 第25作 | 007/ノー・タイム・トゥ・ダイ No Time To Die                     | 2021年9月30日 2021年10月1日 2021年10月8日    | ダニエル・クレイグ     | キャリー・ジョージ・フクナガ | ニール・パーヴィス ロバート・ウェイド スコット・Z・バーンズ フィーヴィー・ウォーリー=ブリッジ キャリー・ジョージ・フクナガ |

イーオン以外の作品
| タイトル                                         | 公開日                                      | 主演                 | 監督                                                                                         | 脚本                                                       |
| ------------------------------------------------ | ------------------------------------------- | -------------------- | -------------------------------------------------------------------------------------------- | ---------------------------------------------------------- |
| 007/カジノ・ロワイヤル Casino Royale             | 1967年4月13日 1967年4月19日 1967年12月16日  | デヴィッド・ニーヴン | ジョン・ヒューストン ケン・ヒューズ ヴァル・ゲスト ロバート・パリッシュ ジョセフ・マクグラス | ウォルフ・マンキウィッツ ジョン・ロウ マイケル・セイヤーズ |
| ネバーセイ・ネバーアゲイン Never Say Never Again | 1983年10月7日 1983年12月10日 1983年12月15日 | ショーン・コネリー   | アーヴィン・カーシュナー                                                                     | ロレンツォ・センプル・ジュニア                             |

### イーオン・プロダクションズ
1960年頃、フレミングの原作を読んだプロデューサーのアルバート・R・ブロッコリは、「これは映画化に向いている」と感じ、フレミングの元へ行き交渉を求めた。しかし、フレミングは映像権を一足先にハリー・サルツマンに売り渡していた。一方のサルツマンは、映像権の有効期限内に出資先を見つけるべく奔走していたものの、金策に尽きていた状況だった。そこへ、ブロッコリが接触し、二人は手を組んでロンドンにイーオン・プロダクションズ（以下イオン・プロ）を設立し、協力して007映画の制作に当たることになった。
プロダクションの設立後、サルツマンとブロッコリの二人はハリウッドの大手映画会社ユナイテッド・アーティスツ（以下UA）と契約を交わすべく渡米。ニューヨークでUAの社長であったアーサー・B・クリムと面会し、映画化を打診した。当時UAの社長秘書でフレミングの原作の大ファンでもあったデヴィッド・V・ピッカーの後押しも受け、UAの出資が決定した。この際UAはイオン・プロに対し、全面的な融資を行うこと、そして、最低でも7本のボンド映画の製作・配給を行うという条件で契約を交わし、遂に007の映画化プロジェクトが本格的に始動した。
当初イオン・プロは、第1作目に『サンダーボール作戦』を映画化しようとしていたものの、UAは権利関係の問題や予算の都合を上げ、却下された。その結果SF色の強い『ドクター・ノオ』が選ばれた。監督に関しては、当初イオン・プロはアメリカ人監督を推していたものの、UAは、作品の内容から判断し、イギリス人監督を推奨。その後、職人肌で、戦時中は諜報活動に従事していたテレンス・ヤングを監督に当てて、ボンド映画第1作目『007/ドクター・ノオ』が映画化された（1962年公開。邦題は『007は殺しの番号』）。この映画は100万ドルという低予算作品ながらも、興行収入は5900万ドルと予想以上の大ヒットとなった。主役のショーン・コネリーはこの1作で成功、ボンドは彼の当たり役となった。モンティ・ノーマン作曲、ジョン・バリー編曲、演奏の「ジェームズ・ボンドのテーマ」も大好評で、以後の作品のオープニングで、ボンドを狙う銃口が逆に撃たれて血を流すシーン（ガンバレル・シークエンス）と共に必ず流されるようになった。
この作品のヒットに影響され、1960年代中期には「007もどき」のB級スパイ映画が世界各国で濫造されたが、一つとして007を超える成功を収めたものはなかった。
『ドクター・ノオ』以後、イオン・プロによって制作される007映画は、主演俳優を幾度か変えつつも、現在に至るまで人気シリーズとして存続している。
1970年代初期以降の作品は、フレミングの小説から題名のみを借りたシナリオライターによるオリジナルストーリーで、原作とほとんど無関係となっている。その内容は、派手な設定とグラマラスな美女、大物俳優のゲスト出演をセットとした、エンターテインメントの王道とも言うべきもので、設定は全般に様式的なものとなっている。1990年代の作品からは映画オリジナル作品が主流となり、2008年公開の『慰めの報酬』でフレミングの小説は完全に枯渇している。

#### ブロッコリとサルツマンの反目
アルバート・ブロッコリとハリー・サルツマンは、1970年代初期まで共同プロデューサーを務めていたが、ブロッコリの娯楽路線に、原作派で文芸趣味のあるサルツマンは次第に反発するようになる。レン・デイトンが007へのアンチテーゼとして執筆した難解なスパイ小説『イプクレス・ファイル』をマイケル・ケイン主演で『国際諜報局』（1965年、シドニー・J・フューリー監督）として映画化させたのは、他ならぬサルツマンだった。
サルツマンの意見を元に製作され、リアリティやロマンチシズムへの傾倒があった『女王陛下の007』の興行成績が芳しくなかった一方、続いてブロッコリの意見を元に製作された荒唐無稽で派手なストーリーの『ダイヤモンドは永遠に』の興行成績が良かったことから、ブロッコリが主導権を握るようになった。
結局、1975年にサルツマンはイオン・プロから離脱。それ以降、イオン・プロとその親会社であるダンジャックはアルバート・ブロッコリとその一族が支配することになる。因みに、サルツマンの持株はブロッコリに無断でUAへと売却され、UAはイオン・プロの大株主となった。しかし、そのUAも『天国の門』（1980年、マイケル・チミノ監督）の大失敗により経営危機に陥り、1981年にメトロ・ゴールドウィン・メイヤー（以下MGM）に吸収合併された。その為、13作目『オクトパシー』からはMGMも製作に加わり、それに伴い北米以外での配給は新たにユナイテッド・インターナショナル・ピクチャーズ（UIP）が担当することになった。

### 『カジノ・ロワイヤル』
小説のシリーズ第1作『カジノ・ロワイヤル』と第3作『ムーンレイカー』だけは、権利関係の錯綜からイオン・プロは権利を押さえることができなかった。
この作品はコロンビア ピクチャーズが制作権を得て、ジョン・ヒューストンら5人の監督によって共同で映画化された（1967年公開『007/カジノ・ロワイヤル』）。実際にはさらに多数の監督が関わっているとも言われ、製作過程は混乱の上の混乱を極めた。デヴィッド・ニーヴン、ピーター・セラーズら実力派の名優を総動員しながら、結果としては原作から別次元に乖離した奇想天外なドタバタパロディ作品として作られており、最初から最後までギャグとジョークと人を食った展開が連発されるナンセンスものの怪作である。
現在では、1960年代中期のポップ・カルチャーの影響を色濃く残すユニークな映画としてカルト的評価を受けており、のちのヒット映画『オースティン・パワーズ』シリーズにも強い影響を与えている。本来の映画007シリーズとは異なった層の評価の高い作品である。

### 『ネバーセイ・ネバーアゲイン』
1982年に、007映画から離れていたショーン・コネリー主演、ワーナー・ブラザース提供で『ネバーセイ・ネバーアゲイン』（アーヴィン・カーシュナー監督）が制作された。タイトルは、コネリーの妻が再び007のオファーを受け、迷っていた夫に言った言葉「もうやらないなんて、そんなこと言わないで（ネバーセイ・ネバーアゲイン）もう一度おやりなさいな」からつけられた。
これは1961年にフレミングが書いた『サンダーボール作戦』（1965年にイオン・プロのシリーズ第4作としてテレンス・ヤング監督、コネリー主演で映画化）の、イオン・プロから離れた形での再映画化である。この作品も権利関係の混乱による産物であり、以後、イオン・プロ以外で007映画は制作されていない（上記のような理由から、007映画にはおなじみのオープニングテーマと、オープニングでボンドを狙う銃口から逆に撃たれて血を流すシーン（ガンバレル・シークエンス）は使用されていない。）。
1999年に『ネバーセイ・ネバーアゲイン』のプロデューサーとソニー・ピクチャーズが組んで、イオン・プロとは無関係の新007シリーズを製作すると発表した。ダンジャックとMGMはこれに反発し、事態は法廷闘争に持ちこまれた。最終的にMGMは所有していた『スパイダーマン』の権利を手放す代わりに、ソニー・ピクチャーズが所有していた『カジノロワイヤル』、『ネバーセイ・ネバーアゲイン』の諸権利を所有する事で両者は和解に至り、ソニー・ピクチャーズは新007の製作を断念した。ところが2005年、経営難に陥ったMGMをソニーを始めとする投資家グループ（コンソーシアム）が買収した。これによりソニー・ピクチャーズは本家「007」映画に携わる権利を得ることとなった。

### メイン・タイトル
映画シリーズはタイトル・デザインの面白さでも知られる。タイポグラフィ（字体）が変幻自在なソール・バスやカイル・クーパーとは異なる独自のスタイルが今日まで一貫している。
第1作『ドクター・ノオ』ではスタンリー・ドーネン作品で知られていたモーリス・ビンダーを招聘した幾何学パターンを用いたアニメーション作品。第2 - 3作ではロバート・ブラウンジョンが女性の身体に文字や作品のワンシーンが投射されるという奇抜な映像を提供し、女性をモチーフにしたスタイルが確立された（ブラウンジョンはタイトル・デザイナーとしては寡作で、007シリーズ2作の他には『スパイがいっぱい』（1965年）と『将軍たちの夜』（1967年）があるだけである）。
第4作『サンダーボール作戦』からはビンダーが再び担当し、女性のシルエットを多用したスタイルが続くが、1991年にビンダーが亡くなり、『ゴールデンアイ』以降はビンダーの助手で1980年代からマドンナやヴァン・ヘイレンのミュージック・ビデオを多数手がけているダニエル・クラインマンが、デジタル合成を駆使しつつビンダー/ブラウンジョンのスタイルを受け継いだ。

### 音楽
イオン・プロの007シリーズは、モンティ・ノーマン作曲による「ジェームズ・ボンドのテーマ」と、初期〜中期の音楽監督ジョン・バリーのオーケストレーションが、007サウンドの基本スタイルを作り上げた。（わずかな例外を除けば）メインタイトルバックには、ボーカル入りのテーマ曲がかかるのが通例になっており、時代ごとの一流ミュージシャン・歌手が参加。映画と共にテーマ曲もヒットした。『トゥモロー・ネバー・ダイ』から『慰めの報酬』まで音楽を手がけていたデヴィッド・アーノルドは、元々007映画の大ファンで、歴代テーマ曲のカヴァー・アルバム『Shaken And Stirred』を発表したことが起用のきっかけになった。

#### メインテーマ
| 映画名                         | 曲名                                                       | 歌手（バンド）                                               | 備考 |
| ------------------------------ | ---------------------------------------------------------- | ------------------------------------------------------------ | --- |
| 007/ドクター・ノオ             | ジェームズ・ボンドのテーマ "James Bond Theme"              | インストゥルメンタル                                         | クレジットタイトルの後半に短いが歌の有る「キングストン・カリプソ」（"Kingston Calypso"）が流れる |
| 007/ロシアより愛をこめて       | ロシアより愛をこめて "From Russia With Love"               | インストゥルメンタル                                         | エンディングにマット・モンローのヴォーカルによる「ロシアより愛をこめて」（"From Russia With Love"）が流れる |
| 007/ゴールドフィンガー         | ゴールドフィンガー "Goldfinger"                            | シャーリー・バッシー                                         | |
| 007/サンダーボール作戦         | サンダーボール "Thunderball"                               | トム・ジョーンズ                                             | 主題歌候補としてジョニー・キャッシュが「サンダーボール作戦」を歌っているが選考で敗れた。 |
| 007は二度死ぬ                  | 007は二度死ぬ "You Only Live Twice"                        | ナンシー・シナトラ                                           | |
| 女王陛下の007                  | 女王陛下の007 "On Her Majesty's Secret Service"            | インストゥルメンタル                                         | 挿入歌は、ルイ・アームストロングの「愛はすべてを超えて」（"We Have All the Time in the World"） |
| 007/ダイヤモンドは永遠に       | ダイアモンドは永遠に "Diamonds are Forever"                | シャーリー・バッシー                                         | |
| 007/死ぬのは奴らだ             | 007 死ぬのは奴らだ "Live and Let Die"                      | ポール・マッカートニー （ポール・マッカートニー&ウイングス） | 初の全米・全英両方のチャートでトップ10入りした楽曲 |
| 007/黄金銃を持つ男             | 黄金銃を持つ男 "The Man With the Golden Gun"               | ルル                                                         | 主題歌候補としてアリス・クーパーが「黄金銃を持つ男」を歌っているが、選考で敗れた |
| 007/私を愛したスパイ           | 私を愛したスパイ "Nobody Does It Better"                   | カーリー・サイモン                                           | ボンド本人に関する初めてのテーマ曲 |
| 007/ムーンレイカー             | ムーンレイカー "Moonraker"                                 | シャーリー・バッシー                                         | |
| 007/ユア・アイズ・オンリー     | ユア・アイズ・オンリー "For Your Eyes Only"                | シーナ・イーストン                                           | オープニング・タイトルに歌手本人が登場 主題歌候補として「For Your Eyes Only」は他にブロンディ（詞も曲も異なる）が歌っているが、最終選考でイーストンに敗れた。                                                           |
| 007/オクトパシー               | オール・タイム・ハイ "All Time High"                       | リタ・クーリッジ                                             | 歌詞のどこにも作品名がない |
| 007/美しき獲物たち             | 美しき獲物たち "A View to a Kill"                          | サイモン・ル・ボン （デュラン・デュラン）                    | 全米1位を記録 |
| 007/リビング・デイライツ       | リビング・デイライツ "The Living Daylights"                | a-ha                                                         | 当初は「ペット・ショップ・ボーイズ」が唄う"This Must Be the Place I Waited Years to Leave"の予定だったが、歌詞の内容が宗教色が濃いという問題で不採用になった。 ジョン・バリーとの対立により二つのバージョンが存在する。 |
| 007/消されたライセンス         | 消されたライセンス (曲) "Licence to Kill"                  | グラディス・ナイト                                           | |
| ゴールデンアイ                 | ゴールデンアイ "Goldeneye"                                 | ティナ・ターナー                                             | 主題歌候補としてエイス・オブ・ベイスが「ゴールデンアイ」を歌っているが選考で敗れた。 |
| トゥモロー・ネバー・ダイ       | トゥモロー・ネヴァー・ダイ "Tomorrow Never Dies"           | シェリル・クロウ                                             | 主題歌候補としてパルプ (バンド)が「トゥモロー・ネバー・ライ」を歌っているが選考で敗れた。 |
| ワールド・イズ・ノット・イナフ | ワールド・イズ・ノット・イナフ "The World is Not Enough"   | ガービッジ                                                   | 日本語版のエンディングにLUNA SEAの(Sweetest Coma Againが)流れる |
| 007/ダイ・アナザー・デイ       | ダイ・アナザー・デイ "Die Another Day"                     | マドンナ                                                     | テーマ曲を歌った歌手が作品に役者として登場 |
| 007/カジノ・ロワイヤル         | ユー・ノー・マイ・ネーム "You Know My Name"                | クリス・コーネル                                             | 歌詞のどこにも作品名がない a-ha 以来、19年ぶりの男性ボーカルの主題歌 |
| 007/慰めの報酬                 | アナザー・ウェイ・トゥ・ダイ "Another Way to Die"          | ジャック・ホワイト アリシア・キーズ                          | 007シリーズ史上初のデュエット |
| 007 スカイフォール             | スカイフォール "Skyfall"                                   | アデル                                                       | 第85回アカデミー賞、歌曲賞受賞 主題歌候補としてミューズ (バンド)が「スプレマシー」を歌っているが選考で敗れた。 |
| 007 スペクター                 | ライティングズ・オン・ザ・ウォール "Writing's On The Wall" | サム・スミス                                                 | 第88回アカデミー賞、歌曲賞受賞 主題歌候補としてレディオヘッドが「スペクター」を歌っているが選考で敗れた。 |
| 007/ノー・タイム・トゥ・ダイ   | ノー・タイム・トゥ・ダイ "No Time To Die"                  | ビリー・アイリッシュ                                         | 第94回アカデミー賞、歌曲賞受賞 007シリーズ史上最年少で主題歌を担当 |

メインテーマ曲を最も多く歌っているのは、シャーリー・バッシー。『ゴールドフィンガー』、『ダイヤモンドは永遠に』、『ムーンレイカー』の3回。
第1作『ドクター・ノオ』のオープニング曲は「ジェームズ・ボンドのテーマ」で、ヴォーカルのメインテーマはない（クレジットタイトルの後半には歌のある「キングストン・カリプソ」と、劇中にも挿入歌「マンゴの木の下で」が流れる）。
第6作『女王陛下の007』もメイン・テーマはインストゥルメンタル曲だが、ルイ・アームストロングが歌った挿入歌「愛はすべてを超えて」（"We Have All the Time in the World"）が劇中に流れる。なお、『女王陛下の007』のセルVHSでは特典として"We Have All the Time in the World"がエンドクレジット後に流れるバージョンのものが一時期販売されていたが、現在流通されているDVD版には収録されていない。

#### イオン・プロ以外の007映画の音楽
1967年のパロディ版『007/カジノロワイヤル』は全編の作曲・編曲がバート・バカラック、演奏がハーブ・アルパートとティファナ・ブラスという組み合わせであった。ダスティ・スプリングフィールドが歌った挿入歌「恋の面影」（"The Look of Love"）は、本家イオン・プロのナンバー以上にスタンダードとして愛されている。
『ネバーセイ・ネバーアゲイン』の映画音楽は、映画音楽界の大御所ミシェル・ルグランが担当、主題歌はラニ・ホールが歌う Never Say Never Again で、本家に勝るとも劣らない豪華なものである。ただし、この映画公開当時は、サウンドトラックのアルバムが存在せず、映画音楽紹介番組では映画からの同録がそのまま放送されていた。

#### 不採用になった007映画の音楽
- 『007/サンダーボール作戦』には、制作されたが実際に使われなかった主題歌「Mr Kiss Kiss Bang Bang」 Shirley Basseyが存在する[15][注釈 10]。シャーリー・バッシーは他に、デヴィッド・アーノルド作曲でドン・ブラック作詞の「Quantum of Solace」（No Good About Goodbye）も録音している。
- 1981年、Blondieが『007 ユア・アイズ・オンリー』の主題歌候補として「For Your Eyes Only」（詞も曲も異なる）を歌うが、最終選考でシーナ・イーストンに敗れた[16]。ただし、曲はBlondieのアルバムにも収録され、発売されている。
- 『ネバーセイ・ネバーアゲイン』にもフィリス・ハイマン（英語版）による「Never Say Never Again」があり、歌詞の中にタイトルが歌われている。

### 主演俳優一覧
| 俳優名                 | 生年月日       | 初主演作                 | 初主演作 | 初主演作 | 最終主演作                   | 最終主演作 | 最終主演作 | 主演 本数 |
| 俳優名                 | 生年月日       | タイトル                 | 公開年   | 年齢     | タイトル                     | 公開年     | 年齢       | 主演 本数 |
| ---------------------- | -------------- | ------------------------ | -------- | -------- | ---------------------------- | ---------- | ---------- | --------- |
| ショーン・コネリー     | 1930年8月25日  | 007は殺しの番号          | 1962年   | 32歳     | ネバーセイ・ネバーアゲイン   | 1983年     | 53歳       | 7作品     |
| ジョージ・レーゼンビー | 1939年9月5日   | 女王陛下の007            | 1969年   | 30歳     | 女王陛下の007                | 1969年     | 30歳       | 1作品     |
| ロジャー・ムーア       | 1927年10月14日 | 007/死ぬのは奴らだ       | 1973年   | 46歳     | 007/美しき獲物たち           | 1985年     | 58歳       | 7作品     |
| ティモシー・ダルトン   | 1946年3月21日  | 007/リビング・デイライツ | 1987年   | 41歳     | 007/消されたライセンス       | 1989年     | 43歳       | 2作品     |
| ピアース・ブロスナン   | 1953年5月16日  | ゴールデンアイ           | 1995年   | 42歳     | 007/ダイ・アナザー・デイ     | 2002年     | 49歳       | 4作品     |
| ダニエル・クレイグ     | 1968年3月2日   | 007/カジノ・ロワイヤル   | 2006年   | 38歳     | 007/ノー・タイム・トゥ・ダイ | 2021年     | 52歳       | 5作品     |

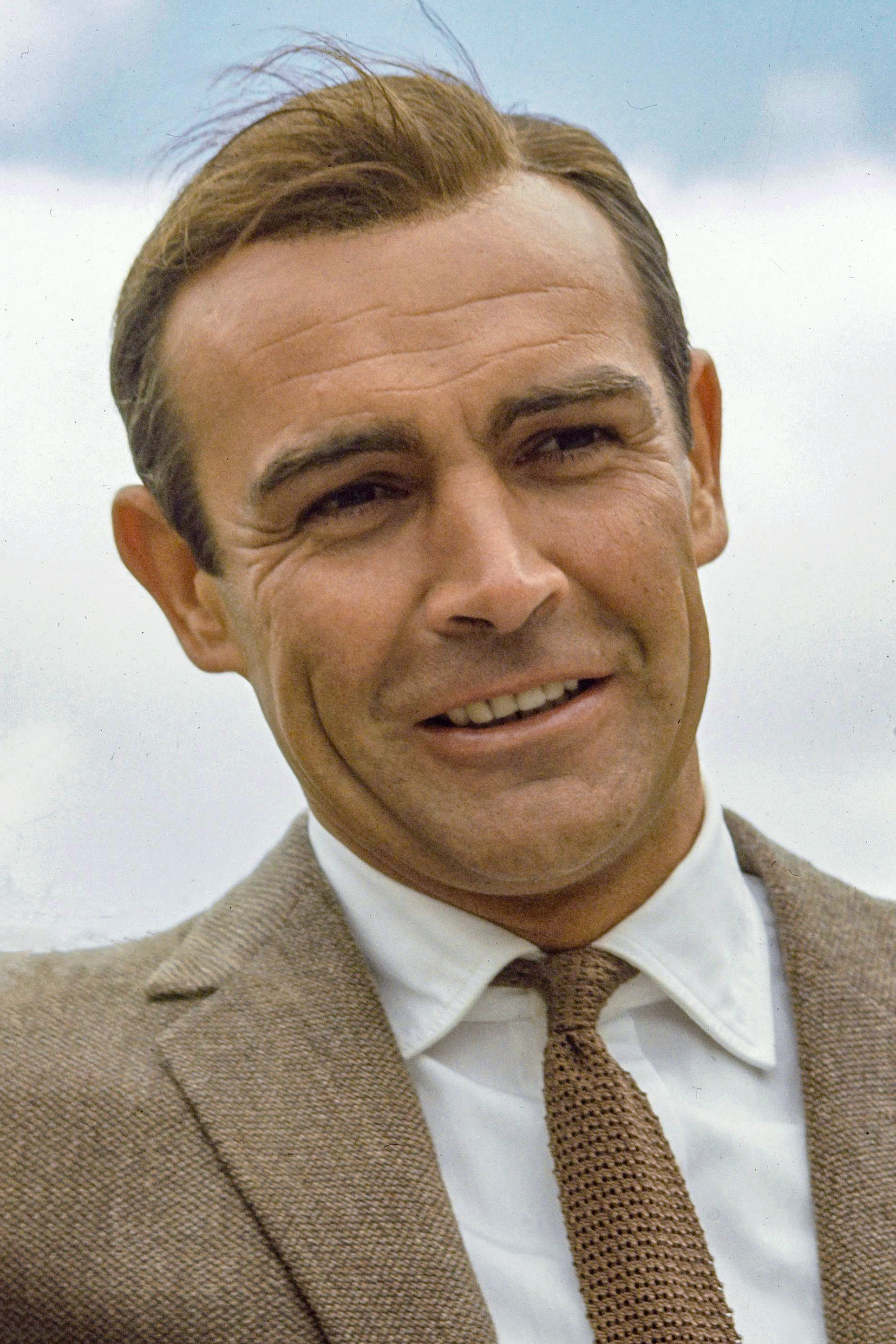
ショーン・コネリー （1962年 – 1967年 1971年）
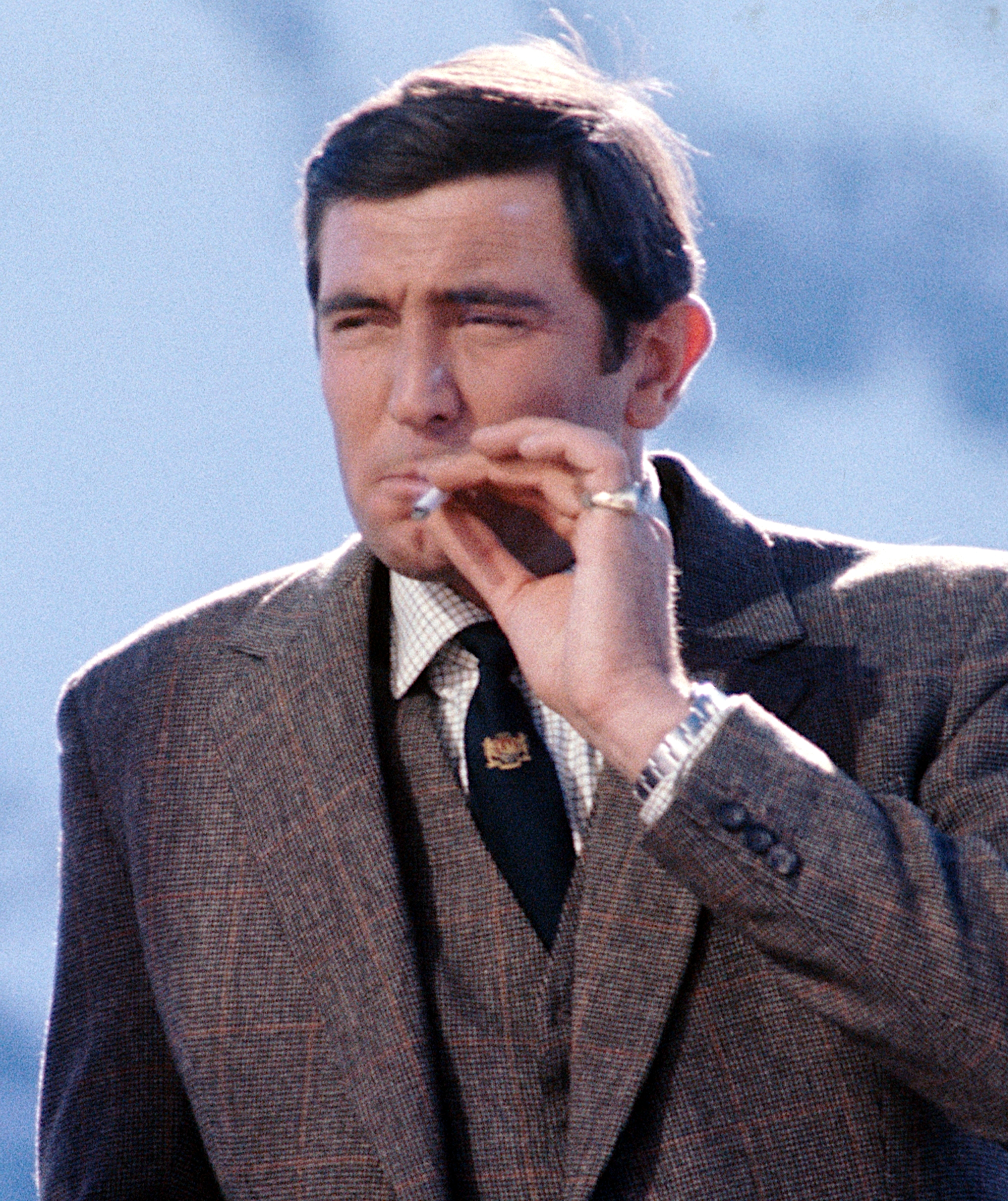
ジョージ・レーゼンビー （1969年）
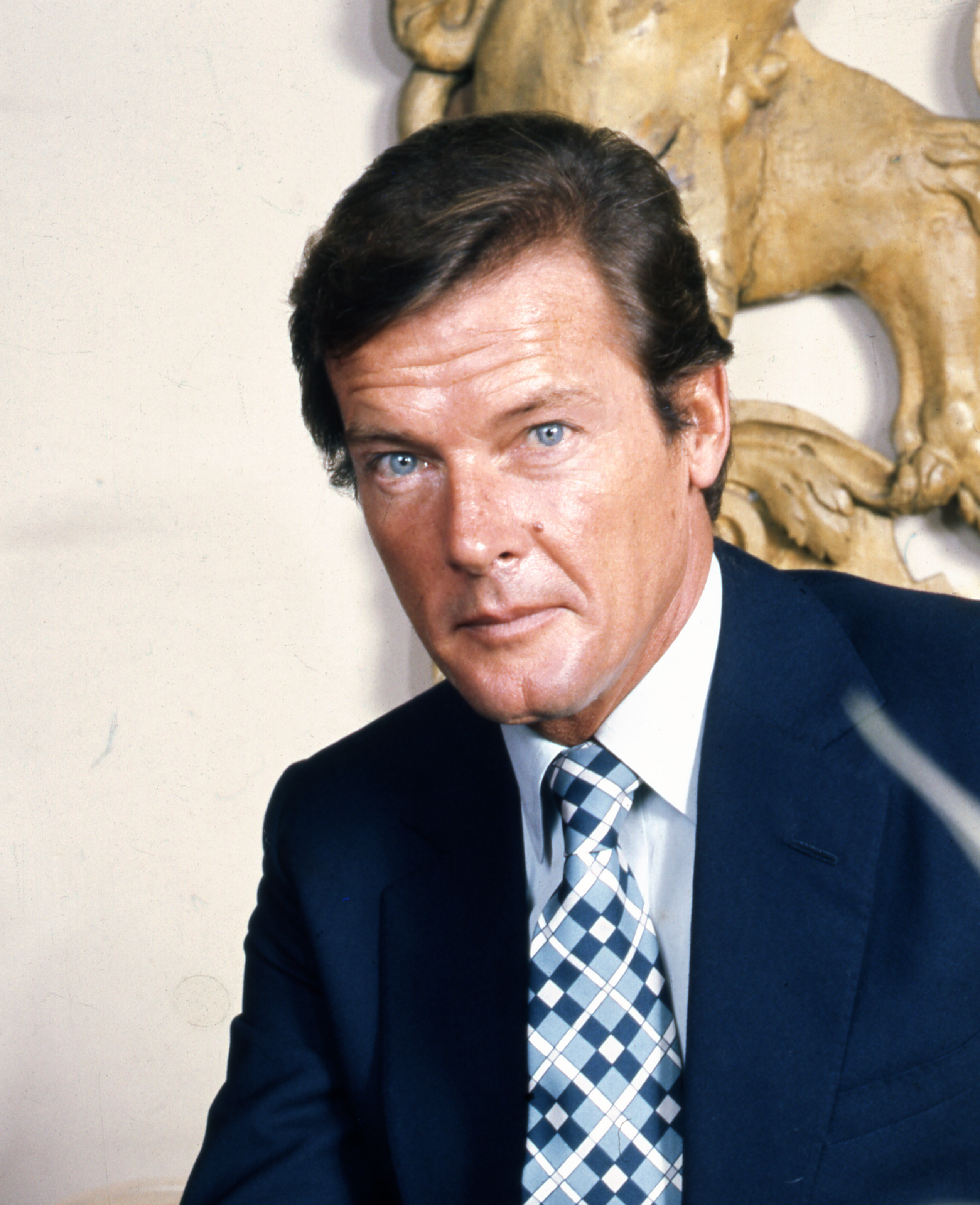
ロジャー・ムーア （1973年 – 1985年）
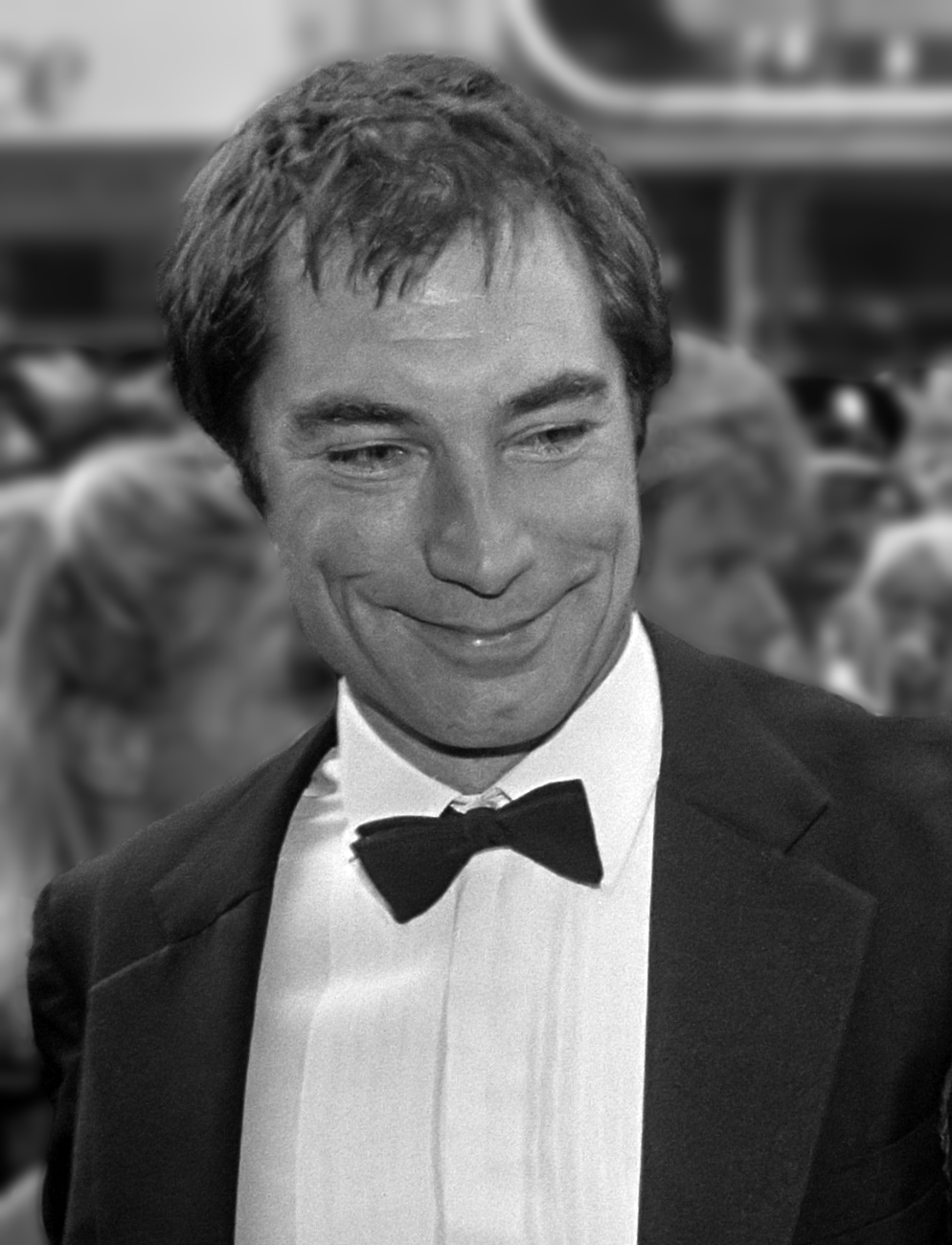
ティモシー・ダルトン （1987年 - 1989年）
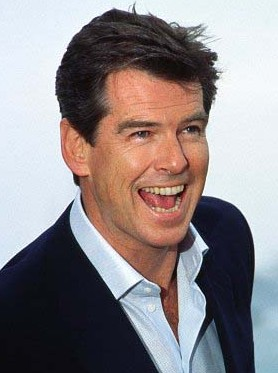
ピアース・ブロスナン （1995年 – 2002年）
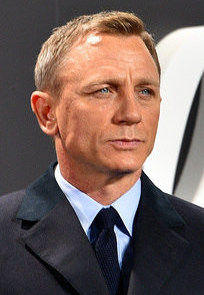
ダニエル・クレイグ （2006年 – 2021年）

#### 吹き替え声優
| ボンド | 俳優                   | 声優       | バージョン       | 担当作品                                                          |
| ------ | ---------------------- | ---------- | ---------------- | ----------------------------------------------------------------- |
| 初代   | ショーン・コネリー     | 若山弦蔵   | ソフト版         | 全作品                                                            |
| 初代   | ショーン・コネリー     | 若山弦蔵   | TBS版            | 『ゴールドフィンガー』と 『ネバーセイ・ネバーアゲイン』を除く全作 |
| 初代   | ショーン・コネリー     | 若山弦蔵   | 日本テレビ版     | 『ゴールドフィンガー』                                            |
| 初代   | ショーン・コネリー     | 若山弦蔵   | フジテレビ版     | 『ネバーセイ・ネバーアゲイン』                                    |
| 初代   | ショーン・コネリー     | 若山弦蔵   | 機内版           | 『ネバーセイ・ネバーアゲイン』                                    |
| 初代   | ショーン・コネリー     | 日高晤郎   | NETテレビ版      | 『ゴールドフィンガー』                                            |
| 初代   | ショーン・コネリー     | 日高晤郎   | TBS版            | 『ロシアより愛をこめて』                                          |
| 初代   | ショーン・コネリー     | 内海賢二   | TBS版            | 『ダイヤモンドは永遠に』                                          |
| 2代目  | ジョージ・レーゼンビー | 小杉十郎太 | ソフト版         | 全作品                                                            |
| 2代目  | ジョージ・レーゼンビー | 広川太一郎 | TBS版            | 全作品                                                            |
| 3代目  | ロジャー・ムーア       | 広川太一郎 | ソフト版         | 全作品                                                            |
| 3代目  | ロジャー・ムーア       | 広川太一郎 | TBS版            | 全作品                                                            |
| 3代目  | ロジャー・ムーア       | 羽佐間道夫 | 機内版           | 『オクトパシー』                                                  |
| 4代目  | ティモシー・ダルトン   | 大塚芳忠   | DVD/BD版         | 全作品                                                            |
| 4代目  | ティモシー・ダルトン   | 田中秀幸   | VHS版            | 『消されたライセンス』                                            |
| 4代目  | ティモシー・ダルトン   | 小川真司   | TBS版            | 全作品                                                            |
| 4代目  | ティモシー・ダルトン   | 鈴置洋孝   | テレビ朝日版     | 『リビング・デイライツ』                                          |
| 4代目  | ティモシー・ダルトン   | 山寺宏一   | テレビ朝日版     | 『消されたライセンス』                                            |
| 4代目  | ティモシー・ダルトン   | 津嘉山正種 | 機内版           | 『リビング・デイライツ』                                          |
| 4代目  | ティモシー・ダルトン   | 谷口節     | 機内版           | 『消されたライセンス』                                            |
| 5代目  | ピアース・ブロスナン   | 神谷明     | ソフト版         | 『ゴールデンアイ』 『トゥモロー・ネバー・ダイ』                   |
| 5代目  | ピアース・ブロスナン   | 横島亘     | ソフト版         | 『ワールド・イズ・ノット・イナフ』 『ダイ・アナザー・デイ』       |
| 5代目  | ピアース・ブロスナン   | 田中秀幸   | テレビ朝日版     | 全作品                                                            |
| 5代目  | ピアース・ブロスナン   | 江原正士   | フジテレビ版     | 『トゥモロー・ネバー・ダイ』                                      |
| 5代目  | ピアース・ブロスナン   | 堀内賢雄   | ビデオゲーム版   | 『ナイトファイア』 『エブリシング オア ナッシング』               |
| 6代目  | ダニエル・クレイグ     | 小杉十郎太 | ソフト版         | 『カジノ・ロワイヤル』 『慰めの報酬』                             |
| 6代目  | ダニエル・クレイグ     | 藤真秀     | ソフト版         | 『スカイフォール』 『スペクター』                                 |
| 6代目  | ダニエル・クレイグ     | 藤真秀     | テレビ朝日版     | 『カジノ・ロワイヤル』                                            |
| 6代目  | ダニエル・クレイグ     | 藤真秀     | キングレコード版 | 『慰めの報酬』                                                    |
| 6代目  | ダニエル・クレイグ     | 藤真秀     | BSジャパン版     | 『慰めの報酬』                                                    |

## ジェームズ・ボンドの日
2012年10月5日は、第1作『ドクター・ノオ』が1962年10月5日にイギリスで初上映してからちょうど50周年にあたり「ジェームズ・ボンドの日」（GLOBAL JAMES BOND DAY）として007関連イベントを実施した。
- シリーズ誕生50周年記念作品である第23作『007 スカイフォール』のアデルが歌う主題歌「スカイフォール」は、「007」にちなんで2012年10月5日のイギリス時間「0時7分（0:07）」に世界一斉解禁された。

- イギリスのオークションハウスであるクリスティーズでは、「ジェームズ・ボンドの50年 - ザ・オークション」（50 YEARS OF JAMES BOND – THE AUCTION）というチャリティー・オークションが開催された。シリーズ誕生50周年記念作品である第23作『スカイフォール』まで全23作のゆかりのアイテム計50点を出品。うち40点はオンライン・オークションにかけられ、少なくとも3点は日本人が落札して日本に空輸された。50点のうち残りの10点は10月5日ジェームズ・ボンドの日にクリスティーズにて招待者限定のオークションを実施。オンライン・オークションでは、日本が舞台の第5作『007は二度死ぬ』（1967年）で初代ボンドのショーン・コネリーが劇中で敵の基地に登るために使用した装備や、第9作『黄金銃を持つ男』（1974年）で登場した黄金のバックルの中に銃弾が仕込まれたベルトなど、劇中に登場した小道具や衣装、宣伝で使用されたポスターや劇場パネルなどが出品。招待者限定オークションでは、第21作『カジノ・ロワイヤル』（2006年）で6代目のダニエル・クレイグが海から登場する際に着用していた水泳用パンツや、シリーズ誕生50周年記念作品である第23作『スカイフォール』で着用したトム・フォードのスーツとタキシード、オメガの時計、最新作のプレミアに参加できる権利などが出品された。また、第22作『慰めの報酬』（2009年）で使用した車アストンマーティンDBSも出品され、予想落札価格が12万から17万ポンド（約1500万から2130万円）という今回のオークションの中でも最高値が予想された[注釈 12]。ボンドの大ファンというサッカー選手デビッド・ベッカムやクリスティアーノ・ロナウドがアストンマーティンを狙っているという話も報じられた。

2023年、前年にボンド映画が60周年を迎えたことを記念して、ボンド映画10作品の4Kレストア版を全国で公開した。映画は5作品ずつ二弾に分けて上映され、第一弾は同年9月22日、第二弾は11月17日に公開される。ラインアップは以下の通り。
| 第一弾 9月22日～ | 第二弾 11月17日～ |
| --- | --- |
| - 『女王陛下の007』 - 『007は二度死ぬ』 - 『007/私を愛したスパイ』 - 『ゴールデンアイ』 - 『007/ロシアより愛をこめて』 | - 『007/リビング・デイライツ』 - 『007/スカイフォール』 - 『007/ノー・タイム・トゥ・ダイ』 - 『007/サンダーボール作戦』 - 『007/ドクター・ノオ』 |

## 悪役（メイン・ヴィラン）

### 小説・映画共通
- ル・シッフル - 『007 カジノ・ロワイヤル』
- ミスター・ビッグ - 『007 死ぬのは奴らだ』
- サー・ヒューゴ・ドラックス - 『007 ムーンレイカー』
- ローザ・クレッブ - 『007 ロシアより愛をこめて』
- ジュリアス・ノオ（Dr.Julius No）[注釈 13] - 『007 ドクター・ノオ』
- オーリック・ゴールドフィンガー - 『007 ゴールドフィンガー』
- アリスト・クリスタトス・・・「危険」Risico[注釈 14] - 『007/ユア・アイズ・オンリー』
- ミルトン・クレスト・・・「珍魚ヒルデブランド」The Hildebrand Rarity[注釈 15] - 『007/消されたライセンス』
- エミリオ・ラルゴ[注釈 16] - 『007 サンダーボール作戦』
- エルンスト・スタヴロ・ブロフェルド（Ernst Stavro Blofeld）[注釈 17] - 『007は二度死ぬ』、『女王陛下の007』、『007 ダイヤモンドは永遠に』、『007 スペクター』
- フランシスコ・スカラマンガ（Francisco Scaramanga） - 『007 黄金銃を持つ男』

### 小説のみ
- セラフィモ・スパング・・・『ダイヤモンドは永遠に』
- ジャック・スパング・・・『ダイヤモンドは永遠に』
- サンギネッティ・・・『私を愛したスパイ』
- スラッジー・モラント・・・『私を愛したスパイ』
- ソル・″ホラー″・ホロウィッツ・・・『私を愛したスパイ』
- 暗殺者ライダー・・・『薔薇と拳銃』
- フォン・ハマースタイン大佐・・・『読後焼却すべし』
- トリガー（KGBエージェント）・・・『ベルリン脱出』

### 映画のみ
- カール・ストロンバーグ - 『007/私を愛したスパイ』
- ジョーズ - 『007/私を愛したスパイ』、『007 ムーンレイカー』
- カマル・カーン - 『007/オクトパシー』
- オルロフ将軍 - 『007/オクトパシー』
- マックス・ゾーリン - 『007/美しき獲物たち』
- ゲオルギ・コスコフ将軍 - 『007/リビング・デイライツ』
- ブラッド・ウィテッカー - 『007/リビング・デイライツ』
- ネクロス　- 『007/リビング・デイライツ』
- フランツ・サンチェス - 『007/消されたライセンス』
- ダリオ　- 『007/消されたライセンス』
- アレック・トレヴェルヤン - 『ゴールデンアイ』
- アーカディ・グリゴリビッチ・ウルモフ　- 『ゴールデンアイ』
- ゼニア・オナトップ　- 『ゴールデンアイ 』
- エリオット・カーヴァー - 『トゥモロー・ネバー・ダイ』
- ヘンリー・グプタ　- 『トゥモロー・ネバー・ダイ』
- スタンパー　- 『トゥモロー・ネバー・ダイ』
- レナード(ヴィクトル・ゾーカス) - 『ワールド・イズ・ノット・イナフ』
- エレクトラ・キング - 『ワールド・イズ・ノット・イナフ』
- ムーン大佐／グスタフ・グレーブス - 『007/ダイ・アナザー・デイ』
- タン・リン・ザオ　- 『ダイ・アナザー・デイ』
- ミランダ・フロスト　- 『ダイ・アナザー・デイ』
- ドミニク・グリーン - 『007/慰めの報酬』
- ラウール・シルヴァ - 『007 スカイフォール』
- ミスター・ホワイト - 『007 カジノ・ロワイヤル』、『007 慰めの報酬』、『007 スペクター』
- リュートシファー・サフィン - 『007/ノー・タイム・トゥ・ダイ』

## 漫画

### 欧米
- 英国では、Gilberton Company, Inc.からClassics Illustrated のレーベルで「Dr. No」 が漫画化され出版。アメリカでは、DC ComicsからShowcaseのレーベルで発売された。

ストーリーは映画とほぼ同じだが、原子炉で格闘中に、ボンドを殴るドクター・ノオの金属製義手が勢い余って、計器に触れて感電死するラストになっている。

### 日本
日本では貸本劇画において人気を不動のものとした さいとう・たかを が、青年向けの総合誌『ボーイズライフ』に執筆した。これは彼が貸本から雑誌に活躍の場を移す転機となった。
1960年代に入ってから小説と映画で人気の出始めたイアン・フレミングの007シリーズを翻案した企画物。基本の設定や物語のアウトライン以外は大幅にアレンジされている。原作のタイトルは正確には「ダブルオーセブン」だが、この作品発表当時は公開された映画も含め「ゼロゼロセブン」と呼んでいた。
さいとうはガンアクション、カーアクションをふんだんに盛り込んだスリリングでスピーディーな展開を写実的な画風で描いて、新しいタイプのアクション漫画に仕上げている。従来の漫画と異なった表現方法としての劇画の定着を図ったさいとうの思惑が如実に現れ、当時まだ漫画を読む層として認識されていなかった青年層の一般読者に貸本劇画の魅力を知らしめ、後の劇画ブームの火付け役となった。
初の漫画の新書判単行本として小学館が発行したゴールデンコミックスの第1弾がこの作品と白土三平の『カムイ外伝』だったことはその後の劇画ブームの質と性格をよく表している。
シリーズは『死ぬのは奴らだ』、『サンダーボール作戦』、『女王陛下の007』、『黄金の銃を持つ男』の全4作。小説や映画と異なり、第3作までのボスはブロフェルドではなく、『死ぬのは奴らだ』に引き続き、ミスター・ビッグになっている。（『サンダーボール作戦』でもエミリオ・ラルゴを手下に従えている。）

## ゲーム作品

### テーブルトークRPG
1983年にアメリカのビクトリー・ゲームズよりテーブルトークRPG『James Bond 007: Role-Playing In Her Majesty's Secret Service』が発売された。御都合主義をルール化したヒーローポイントを初めて採用したゲームとして知られる。
基本システムに続き、以下のような映画をモチーフとした追加システム、追加シナリオなどが発売されている。
- Goldfinger
- Octopussy
- Dr. No
- You Only Live Twice
- Live and Let Die
- Goldfinger II - The Man With The Midas Touch
- The Man with the Golden Gun
- A View to a Kill
- You Only Live Twice II: Back of Beyond
- For Your Eyes Only
- On Her Majesty's Secret Service

日本においては、1986年にホビージャパンより基本システムの日本語訳が『ジェームズ・ボンド 007 RPG』として箱入りで発売された。「ベーシック・ルールブック(入門アドベンチャー『ドクター・ノオの島』収録) 1冊」が同梱。また、追加シナリオとして『ゴールドフィンガー』のみ、日本語訳が発売されている。同社が発行していた雑誌『タクテクス』では、リプレイの連載も掲載されていた。
プレイヤーは各能力値に値を任意に割り振ってキャラクターを作成する。本作において「容貌」の能力値は値が大きいほうが人々の記憶に残らない、目立たない容貌となっている。このため、筋力や敏捷性といった行動に必要な能力値を高く設定すると容貌の値は低くなり、美男美女の00要員が出来上がることになる。また、映画での007の行動を再現するために異性を「誘惑」するための専用ルールが設けられていた。

### ビデオゲーム
007シリーズのゲーム化権利はエレクトロニック・アーツが2010年まで保有することになっていたが、2006年の『カジノ・ロワイヤル』でボンド役がダニエル・クレイグに移ったため、肖像権の問題により契約を破棄した。以降は、アクティビジョンがゲーム化権利を保有することとなった。2020年11月、「ヒットマンシリーズ」の開発を行っているIO Interactiveより「Project007」と呼ばれる新作ゲームの開発中であることが発表された。
作品一覧
- 007 ジェームズ・ボンド 007 James Bond（1984年、ツクダオリジナル）
- 007 死闘 James Bond The Duel（1993年、テンゲン）
- ゴールデンアイ 007 GoldenEye 007（1997年、任天堂）（2011年、アクティビジョン）
- James Bond 007（1998年、任天堂）
- 007 トゥモロー・ネバー・ダイ Tomorrow Never Dies（1999年、エレクトロニック・アーツ）
- The World Is Not Enough（2000年、エレクトロニック・アーツ）
- 007 Racing（2000年、エレクトロニック・アーツ）
- Agent Under Fire（2001年、エレクトロニック・アーツ）
- 007 ナイトファイア Nightfire（2002年、エレクトロニック・アーツ）
- 007 エブリシング オア ナッシング Everything or Nothing（2004年、エレクトロニック・アーツ
- ゴールデンアイ ダーク・エージェント GoldenEye: Rogue Agent（2004年、エレクトロニック・アーツ）
- 007 ロシアより愛をこめて From Russia with Love（2005年、エレクトロニック・アーツ）
- 007 慰めの報酬 Quantum of Solace（2008年、アクティビジョン）
- 007 ブラッドストーン James Bond 007: Blood Stone（2010年、アクティビジョン）

## ジェームズ・ボンドのモデル
ジェームズ・ボンドの作品は前述のように、イアン・フレミングのMI6時代の経験が基になっている。しかし、ボンドのモデルになった実在の人物が複数存在する。彼がボンドの直接的なモデルとして選んだのは、ドゥシャン・ポポヴというMI6工作官だった。MI6にいた頃のフレミングの任務は、ポポヴの監視だった。
ポポヴはユーゴスラビア出身で、第二次世界大戦時のノルマンディー上陸作戦が行われる直前、ドイツに欺瞞情報を流し、作戦の成功につなげた実績がある。また、女優たちと交際を持ったり、カジノで大金を使ったりなど、豪勢な振る舞いをしていたとされている。

## ボンド・アイテム
- 時計

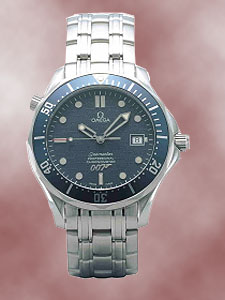
オメガ007モデル

  - オメガシーマスター300"SPECTRE"リミテッド (通算24作品目記念モデル 世界限定7007本)
  - オメガシーマスターアクアテラ ジェームズ・ボンド 007 リミテッド (通算24作品目記念モデル 世界限定15007本)
  - オメガシーマスタープロフェッショナル（40周年通算20作目記念モデル）
  - スウォッチ007モデル
- スーツ
  - 慰めの報酬 トム・フォード リージェンシー ライン 21BL4B、スカイフォール トム・フォード ライン名未定